# Villen

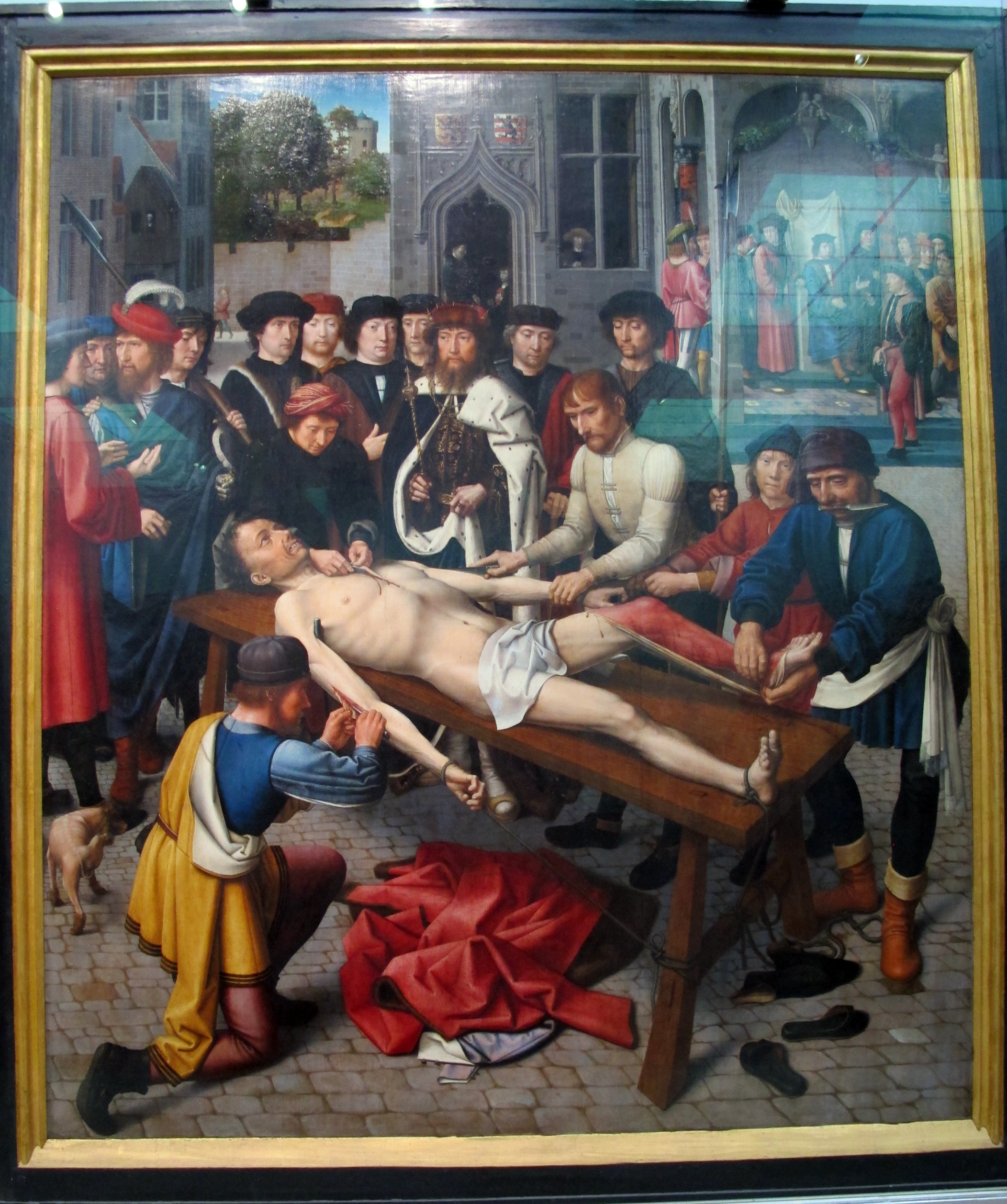
Het Oordeel van Cambyses van Gerard David had als doel rechters te weerhouden van corruptie, Groeningemuseum, Brugge

Villen is het afstropen van de huid van een dier. Dit wordt vaak gedaan bij het slachten van dieren die voor consumptie gebruikt worden. Iemand die dit doet wordt een viller genoemd en een plek waar dit gebeurt een villerij.
Van de huid wordt meestal leer gemaakt, soms perkament. De afgestroopte huid kan ook de basis vormen voor het opzetten van dieren om deze tentoon te stellen. De huid wordt hiervoor wel speciaal behandeld om rotting te voorkomen.
Levend villen werd soms ook uitgesproken als doodstraf. Deze methode gaf een zeer pijnlijke en langzame dood aan de gestrafte. De gebroeders d'Aulnay ondergingen deze straf, in combinatie met andere, na het schandaal van de Tour de Nesle. Een ander bekend slachtoffer van deze vorm van doodstraf was Marcantonio Bragadin, op 17 augustus 1571 terechtgesteld door de Ottomanen na het beleg van Famagusta (stad) op Cyprus. Zijn huid werd opgevuld met katoen en strobalen en er werden insignes van kapitein-generaal van het koninkrijk Cyprus op geprikt.
Scalperen is het villen van de kruin.